# Rijwielpadvereniging
Een rijwielpadvereniging was een Nederlandse vereniging die zich sterk maakte voor meer fietspaden. Rijwielpadverenigingen ontstonden in de 20e eeuw als particulier initiatief om recreatieve fietspaden aan te leggen. 

## Geschiedenis
De eerste rijwielpadvereniging was Vereniging Het Fietspad, opgericht in 1906 in Meppel. Aanvankelijk vormden contributies van leden de belangrijkste inkomstenbron van de rijwielpadverenigingen. Het Drentsche Rijwielpad, opgericht in 1916, had bijvoorbeeld binnen een half jaar 7.000 leden die een contributie betaalden van 50 cent per jaar (begunstigers betaalden ten minste een gulden). Al gauw gingen overheden bijdragen in de vorm van subsidies en ook de middenstand leverde soms een bijdrage. Een belangrijk motief was het bevorderen van het rijwieltoerisme.
Vanaf de jaren 1930 werden op grote schaal werklozen ingezet om fietspaden aan te leggen in het kader van de werkverschaffing. De rol van de overheid werd hierdoor groter en de aanleg van fietspaden werd afhankelijk van de conjunctuur. Veel fietspaden werden aangelegd in tijden van grote werkloosheid.
Vanaf de jaren 1950 nam de belangstelling voor de rijwielverenigingen af en sommige verenigingen zagen hun ledental dalen. Het aanleggen van fietspaden werd meer en meer als overheidstaak gezien.

## Herdenking

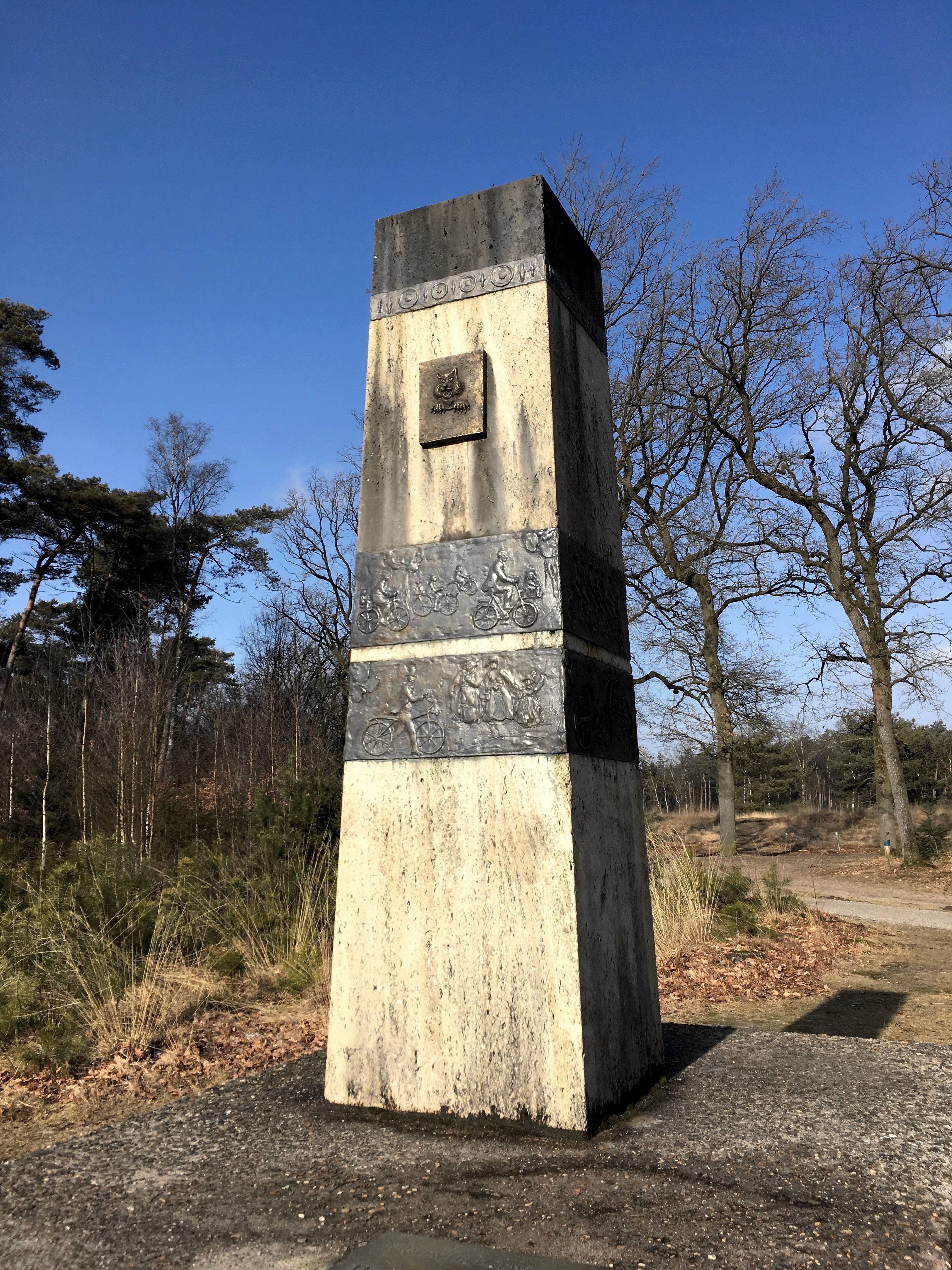
Het UMO-Monument voor de Rijwielpadvereniging UMO

In Austerlitz (provincie Utrecht) staat sinds 1974 het UMO-monument voor de Rijwielpadvereniging 'Utrecht Met Omstreken' (UMO). De ANWB heeft in 1969 een bewegwijzerde fietsroute van 34 kilometer uitgepijld langs Doorn, Driebergen, Zeist, Austerlitz, Maarn en Maarsbergen. Deze route is vernoemd naar UMO.

## Verenigingen in 1950
In 1950 publiceerde de ANWB het boekje Fiets en geniet! waarin een overzicht is opgenomen van de rijwielpadverenigingen die op dat moment actief waren: 
| Naam                                                 | Opgericht | Lengte fietspaden |
| ---------------------------------------------------- | --------- | ----------------- |
| Gooi en Eemland                                      | 1917      | 110 km            |
| Twenthe                                              | 1917      | 783 km            |
| Noord-Veluwe                                         | 1917      | 80 km             |
| Utrecht met Omstreken                                | 1918      | 101 km            |
| Noord Kennemerland                                   | 1920      | 10 km             |
| Walcheren                                            | 1926      | 22 km             |
| West Veluwe                                          | 1926      | 200 km            |
| Bond van Rijwielpadverenigingen Oostelijk Gelderland | 1930      | 550 km            |
| Vereniging Rijwielpaden in de Gelderse Achterhoek    | 1947      | 29 km             |
| Vereniging Rijwielpaden Zuid Veluwe                  | 1950      | 0 km              |